# Wereldkampioenschap volleybal mannen 2014 (kwalificatie AVC)
Deze pagina beschrijft het kwalificatieproces voor het Wereldkampioenschap volleybal dat werd gehouden van 3 september tot en met 21 september 2014 in Polen. Negenentwintig landen streden om vier plaatsen in het eindtoernooi.

## Eerste ronde (Sub zonale ronde)

### West 1
- Locatie:  Ghazir Club Court, Beiroet, Libanon
- Data: 7-9 juni 2013

| Team | Team     | Team | Wedstrijden | Wedstrijden | Sets | Sets | Sets  | Punten | Punten | Punten |
| Rank | Team     | Pnt  | G           | V           | G    | V    | Ratio | V      | T      | Ratio  |
| ---- | -------- | ---- | ----------- | ----------- | ---- | ---- | ----- | ------ | ------ | ------ |
| 1    | Libanon  | 8    | 3           | 0           | 9    | 3    | 3.000 | 282    | 247    | 1.142  |
| 2    | Irak     | 6    | 2           | 1           | 6    | 4    | 1.500 | 236    | 221    | 1.068  |
| 3    | Syrië    | 3    | 1           | 2           | 6    | 8    | 0.750 | 280    | 302    | 0.927  |
| 4    | Jordanië | 1    | 0           | 3           | 3    | 9    | 0.333 | 253    | 281    | 0.900  |

### West 2
- Locatie:  Yarmouk Club Hall, Koeweit, Koeweit
- Datum: 8 juni 2013

| Team | Team          | Team | Wedstrijden | Wedstrijden | Sets | Sets | Sets  | Punten | Punten | Punten |
| Rank | Team          | Pnt  | G           | V           | G    | V    | Ratio | V      | T      | Ratio  |
| ---- | ------------- | ---- | ----------- | ----------- | ---- | ---- | ----- | ------ | ------ | ------ |
| 1    | Qatar         | 3    | 1           | 0           | 3    | 0    | MAX   | 75     | 66     | 1.136  |
| 2    | Saoedi-Arabië | 0    | 0           | 1           | 0    | 3    | 0.000 | 66     | 75     | 0.880  |

### West 3
- Locatie:  Al-Arabi Indoor Hall, Doha, Qatar
- Dates: 5-7 juni 2013

| Team | Team                         | Team | Wedstrijden | Wedstrijden | Sets | Sets | Sets  | Punten | Punten | Punten |
| Rank | Team                         | Pnt  | G           | V           | G    | V    | Ratio | V      | T      | Ratio  |
| ---- | ---------------------------- | ---- | ----------- | ----------- | ---- | ---- | ----- | ------ | ------ | ------ |
| 1    | Bahrein                      | 5    | 2           | 0           | 6    | 3    | 3.000 | 181    | 141    | 1.284  |
| 2    | Qatar                        | 4    | 1           | 1           | 5    | 3    | 1.667 | 166    | 157    | 1.057  |
| 3    | Verenigde Arabische Emiraten | 0    | 0           | 2           | 0    | 6    | 0.000 | 101    | 150    | 0.673  |

## Tweede ronde (Zonale ronde)

### Centraal 1
- Locatie:  Ice Palace Astana, Pavlodar, Kazachstan
- Data: 14-16 juni 2013

| Team | Team        | Team | Wedstrijden | Wedstrijden | Sets | Sets | Sets  | Punten | Punten | Punten |
| Rank | Team        | Pnt  | G           | V           | G    | V    | Ratio | V      | T      | Ratio  |
| ---- | ----------- | ---- | ----------- | ----------- | ---- | ---- | ----- | ------ | ------ | ------ |
| 1    | Kazachstan  | 6    | 2           | 0           | 6    | 0    | MAX   | 150    | 107    | 1.402  |
| 2    | Oezbekistan | 3    | 1           | 1           | 3    | 3    | 1.000 | 129    | 133    | 0.970  |
| 3    | Afghanistan | 0    | 0           | 2           | 0    | 6    | 0.000 | 111    | 150    | 0.740  |

### Centraal 2
- Locatie:  Sugathadasa Indoor Stadium, Colombo, Sri Lanka
- Data: 3-5 juli 2013

| Team | Team      | Team | Wedstrijden | Wedstrijden | Sets | Sets | Sets  | Punten | Punten | Punten |
| Rank | Team      | Pnt  | G           | V           | G    | V    | Ratio | V      | T      | Ratio  |
| ---- | --------- | ---- | ----------- | ----------- | ---- | ---- | ----- | ------ | ------ | ------ |
| 1    | India     | 9    | 3           | 0           | 9    | 0    | MAX   | 228    | 170    | 1.341  |
| 2    | Pakistan  | 5    | 2           | 1           | 6    | 5    | 1.200 | 241    | 219    | 1.100  |
| 3    | Sri Lanka | 4    | 1           | 2           | 5    | 6    | 0.833 | 233    | 237    | 0.983  |
| 4    | Malediven | 0    | 0           | 3           | 0    | 9    | 0.000 | 149    | 225    | 0.662  |

### Oost
- Locatie:  Taipei Gymnasium, Taipei, Taiwan
- Datum: 29 juni 2013

| Team | Team     | Team | Wedstrijden | Wedstrijden | Sets | Sets | Sets  | Punten | Punten | Punten |
| Rank | Team     | Pnt  | G           | V           | G    | V    | Ratio | V      | T      | Ratio  |
| ---- | -------- | ---- | ----------- | ----------- | ---- | ---- | ----- | ------ | ------ | ------ |
| 1    | Taiwan   | 3    | 1           | 0           | 3    | 0    | MAX   | 75     | 53     | 1.415  |
| 2    | Hongkong | 0    | 0           | 1           | 0    | 3    | 0.000 | 53     | 75     | 0.707  |

### Zuidoosten
- Locatie:  Nakhon Pathom Sports Center Gymnasium, Nakhon Pathom, Thailand
- Data: 26-28 juni 2013

| Team | Team      | Team | Wedstrijden | Wedstrijden | Sets | Sets | Sets  | Punten | Punten | Punten |
| Rank | Team      | Pnt  | G           | V           | G    | V    | Ratio | V      | T      | Ratio  |
| ---- | --------- | ---- | ----------- | ----------- | ---- | ---- | ----- | ------ | ------ | ------ |
| 1    | Thailand  | 9    | 3           | 0           | 9    | 1    | 9.000 | 265    | 211    | 1.256  |
| 2    | Indonesië | 5    | 2           | 1           | 6    | 5    | 1.200 | 250    | 243    | 1.029  |
| 3    | Myanmar   | 3    | 1           | 2           | 5    | 8    | 0.625 | 256    | 277    | 0.924  |
| 4    | Vietnam   | 1    | 0           | 3           | 3    | 9    | 0.333 | 241    | 281    | 0.858  |

### West 4
- Locatie:  Al-Shabab Indoor Stadium, Dubai, Verenigde Arabische Emiraten
- Dates: 5-7 juli 2013

| Team | Team          | Team | Wedstrijden | Wedstrijden | Sets | Sets | Sets  | Punten | Punten | Punten |
| Rank | Team          | Pnt  | G           | V           | G    | V    | Ratio | V      | T      | Ratio  |
| ---- | ------------- | ---- | ----------- | ----------- | ---- | ---- | ----- | ------ | ------ | ------ |
| 1    | Qatar         | 6    | 2           | 0           | 6    | 1    | 6.000 | 171    | 134    | 1.276  |
| 2    | Saoedi-Arabië | 2    | 1           | 1           | 4    | 5    | 0.800 | 178    | 196    | 0.908  |
| 3    | Libanon       | 1    | 0           | 2           | 2    | 6    | 0.333 | 156    | 176    | 0.892  |

### West5
- Locatie:  Isa Town Complex, Manama, Bahrein
- Data: 4-6 juli 2013

| Team | Team    | Team | Wedstrijden | Wedstrijden | Sets | Sets | Sets  | Punten | Punten | Punten |
| Rank | Team    | Pnt  | G           | V           | G    | V    | Ratio | V      | T      | Ratio  |
| ---- | ------- | ---- | ----------- | ----------- | ---- | ---- | ----- | ------ | ------ | ------ |
| 1    | Bahrein | 6    | 2           | 0           | 6    | 0    | MAX   | 150    | 122    | 1.230  |
| 2    | Koeweit | 2    | 1           | 1           | 3    | 5    | 0.600 | 175    | 172    | 1.017  |
| 3    | Irak    | 1    | 0           | 2           | 2    | 6    | 0.333 | 155    | 186    | 0.833  |

## Laatste ronde
De vier groepswinnaars kwalificeren zich voor het wereldkampioenschap volleybal mannen 2014

### Groep A
- Locatie:  AIS Arena, Canberra, Australië
- Data: 6-8 september 2013

| Team | Team       | Team | Wedstrijden | Wedstrijden | Sets | Sets | Sets  | Punten | Punten | Punten |
| Rank | Team       | Pnt  | G           | V           | G    | V    | Ratio | V      | T      | Ratio  |
| ---- | ---------- | ---- | ----------- | ----------- | ---- | ---- | ----- | ------ | ------ | ------ |
| 1    | Australië  | 9    | 3           | 0           | 9    | 1    | 9.000 | 242    | 190    | 1.274  |
| 2    | Kazachstan | 6    | 2           | 1           | 7    | 3    | 2.333 | 235    | 197    | 1.193  |
| 3    | Thailand   | 3    | 1           | 2           | 3    | 7    | 0.429 | 213    | 223    | 0.955  |
| 4    | Koeweit    | 0    | 0           | 3           | 1    | 9    | 0.111 | 170    | 250    | 0.680  |

### Groep B
- Locatie:  Teheran, Iran
- Data: 11-13 september 2013

| Team | Team      | Team | Wedstrijden | Wedstrijden | Sets | Sets | Sets  | Punten | Punten | Punten |
| Rank | Team      | Pnt  | G           | V           | G    | V    | Ratio | V      | T      | Ratio  |
| ---- | --------- | ---- | ----------- | ----------- | ---- | ---- | ----- | ------ | ------ | ------ |
| 1    | Iran      | 9    | 3           | 0           | 9    | 0    | MAX   | 225    | 137    | 1.642  |
| 2    | Bahrein   | 6    | 2           | 1           | 6    | 3    | 2.000 | 197    | 199    | 0.990  |
| 3    | Indonesië | 3    | 1           | 2           | 3    | 6    | 0.500 | 175    | 207    | 0.845  |
| 4    | Pakistan  | 0    | 0           | 3           | 0    | 9    | 0.000 | 171    | 225    | 0.760  |

### Groep C
- Locatie:  China
- Data: 20-22 september 2013

| Team | Team          | Team | Wedstrijden | Wedstrijden | Sets | Sets | Sets  | Punten | Punten | Punten |
| Rank | Team          | Pnt  | G           | V           | G    | V    | Ratio | V      | T      | Ratio  |
| ---- | ------------- | ---- | ----------- | ----------- | ---- | ---- | ----- | ------ | ------ | ------ |
| 1    | China         | '    |             |             |      |      |       |        |        |        |
| 2    | India         | '    |             |             |      |      |       |        |        |        |
| 3    | Taiwan        | '    |             |             |      |      |       |        |        |        |
| 4    | Saoedi-Arabië | '    |             |             |      |      |       |        |        |        |

### Groep D
- Locatie:  Park Arena, Komaki, Japan
- Data: 5-8 september 2013

| Team | Team          | Team | Wedstrijden | Wedstrijden | Sets | Sets | Sets  | Punten | Punten | Punten |
| Rank | Team          | Pnt  | G           | V           | G    | V    | Ratio | V      | T      | Ratio  |
| ---- | ------------- | ---- | ----------- | ----------- | ---- | ---- | ----- | ------ | ------ | ------ |
| 1    | Zuid-Korea    | 9    | 3           | 0           | 9    | 0    | MAX   | 226    | 153    | 1.477  |
| 2    | Japan         | 6    | 2           | 1           | 6    | 3    | 2.000 | 203    | 177    | 1.147  |
| 3    | Qatar         | 3    | 1           | 2           | 3    | 6    | 0.500 | 197    | 216    | 0.912  |
| 4    | Nieuw-Zeeland | 0    | 0           | 3           | 0    | 9    | 0.000 | 145    | 225    | 0.644  |